# モロッコの政党
モロッコの政党では、モロッコ王国における政党について説明する。

## モロッコの政党制
モロッコは1956年の独立以来、複数政党制が認められている。

### 主要政党
- 独立党（イスティクラル党、右派・保守）
- 公正発展党（右派・保守）
- 独立国民連合（右派・保守）
- 人民勢力社会連合（左派）
- 権威近代党（中道）
- 真正と現代党(不確定)
- 人民運動（中道右派）
- 立憲同盟（中道右派）
- 進歩社会主義党（左派）